# Diadegma maurum
Diadegma maurum là một loài tò vò trong họ Ichneumonidae.